# AMGエンタテインメント
AMGエンタテインメントは、アミューズメントメディア総合学院の映像事業部門。主に映画やアニメ、TVドラマの企画・製作・配給・海外セールスを行っている。

## 沿革
- 2000年8月11日 - 設立。
- 2006年3月15日 - 商号変更。
- 2009年8月31日 - 国際版権事業・版権営業事業を日活に譲渡。

## グループ企業
- アミューズメントメディア総合学院
- AMG STUDIO
- AMG MUSIC
- プロダクション・エース
- アットエンタテイメント
- ムービーアイ・エンタテインメント

## 映画（邦画）
- AMG動物ドラマシリーズ
  - ねこタクシー（2010年）
  - 猫侍（2014年）
    - 猫侍 南の島へ行く（2015年）
- Memo（2008年）
- ガチバンシリーズ（2008 - 2015年、23作品）
- ジョーカーゲーム（2012年）
  - ジョーカーゲーム 脱出（2013年）
- スキマスキ（2015年、原作：宇仁田ゆみ、監督・脚本：吉田浩太、出演：町田啓太、佐々木心音、中村映里子、八木将康、久住翠希ほか）
- 劇場版 おいしい給食
  - Final Battle（2020年3月）
  - 卒業（2022年5月）
  - Road to イカメシ（2024年5月）
- 海辺の映画館 キネマの玉手箱（2020年7月）
- ミセス・ノイズィ（2020年12月、特別協力）
- BLUE/ブルー（2021年4月）
- お終活 熟春！人生、百年時代の過ごし方（2021年5月、製作・出資／出演：水野勝、橋爪功、高畑淳子、剛力彩芽、石橋蓮司）
- はるヲうるひと（2021年6月）
- エッシャー通りの赤いポスト（2021年12月、製作・出資／監督：園子温）

## 映画（洋画）
- ザ☆ビッグバン！！（2011年公開、出演：アントニオ・バンデラス）
- ゾンビ・ヘッズ 死にぞこないの青い春（2012年公開）
- 火車 HELPLESS（2013年DVD発売・TV放送）
- 宇宙人王さんとの遭遇（2012年公開）
- 戦狼 ウルフ・オブ・ウォー（2018年公開、KADOKAWA共同配給）
- カイジ 動物世界（2019年公開）
- ナンシー（2020年公開）
- ホーンテッド 世界一怖いお化け屋敷（2020年公開、リージェンツ共同配給／製作：イーライ・ロス）
- 小さなバイキング ビッケ（2020年公開、CV：伊藤沙莉、三宅健太、前野智昭ほか）
- ソング・トゥ・ソング（2020年公開、出演：ライアン・ゴズリング、ルーニー・マーラ、ナタリー・ポートマンほか）
- ステージ・マザー（2021年公開、リージェンツ共同配給）
- ロード・オブ・カオス（2021年公開、スペースシャワー・フィルムズ共同配給）
- クライモリ（2021年10月公開）
- ソウX（2024年10月18日公開、REGENTS共同配給）

## ドラマ
- おいしい給食（2019年、企画・製作・宣伝）
  - おいしい給食 season 2（2021年、企画・製作・宣伝）
  - 　おいしい給食 season 3（2023年）